# Clodius Albinus
Decimus Clodius Albinus, född 25 november 148 i Hadrumetum, död 19 februari 197 i Lugdunum, var romersk tronpretendent 193–197. Hans namn som kejsare var Imperator Caesar Decimus Clodius Septimius Albinus Augustus.
Clodius Albinus hade en lyckad karriär som politiker och militär, och vid mordet på kejsar Commodus var han guvernör i Britannien. När dennes efterträdare Pertinax också mördats och Didius Julianus tillsatts av pretoriangardet utropade Clodius Albinus sig till kejsare. Detta var en splittrad tid för det romerska riket, eftersom Septimius Severus och Pescennius Niger också gjort sig till kejsare. Han fortsatte styra Britannien och erkändes 193 av Severus som medregent (cæsar). Med stöd av soldaterna där lyckades han utropa sig till kejsare (augustus) år 195.
Den 19 februari 197 blev en ödesdag för Clodius Albinus. Utanför Lugdunum (Lyon) slogs hans styrkor mot styrkor som stod under befäl av Severus, som avgick med segern. Albinus tog livet av sig, varpå Severus lät hugga av hans huvud och sända det till Rom.